# José Humberto Quintero Parra
José Humberto Quintero Parra (ur. 22 września 1902, zm. 8 lipca 1984) – wenezuelski duchowny katolicki, kardynał, arcybiskup metropolita Caracasu.

## Życiorys
Ukończył seminarium duchowne w Méridzie, a na Papieskim Uniwersytecie Gregoriańskim w Rzymie uzyskał doktorat z teologii i prawa kanonicznego. Pracował kolejno jako duszpasterz, sekretarz arcybiskupa Méridy, a w latach 1929-1953 sekretarz kurii archidiecezjalnej i wikariusz generalny. 7 września 1953 roku został mianowany arcybiskupem tytularnym Achrida i koadiutorem z prawem następstwa arcybiskupa Méridy. 31 sierpnia 1960 roku przeniesiony na stolicę metropolitalną w Caracas. 16 stycznia 1961 roku wyniesiony do godności kardynalskiej z tytułem prezbitera Santi Andrea e Gregorio al Monte Celio przez Jana XXIII. Brał udział w obradach Soboru Watykańskiego II. Przez wiele lata przewodniczący Konferencji Episkopatu Wenezueli. 24 maja 1980 zrezygnował z rządów archidiecezją. Był pierwszym kardynałem pochodzącym z Wenezueli. Zmarł w Caracasie. 